# Народна библиотека Невесиње
Народна библиотека Невесиње представља културну установу са дугодишњом традицијом на простору општине Невесиње као значајн фактор у култури и образовању на овим просторима. Библиотека се налази у улици Обрена Ивковића б.б. Подршка је школским библиотекама и другим програмима које су намјењени студентима и осталим грађанима.

## Историјат
Библиотека је настала јо 40-их година прошлог вијека. Данас библиотека представља угледну инстутуцију којој је превасходно циљ ширење знања и културе на једном подручју. То је случај и са овом библиотеком која ужива велики углед у друштву на подручју општине Невесиње што доказује и трајност ове установе.
Библиотека располаже фондом који износи више од 25.000 наслова међу којима корисници могу наћи широк спектар школских наслова, белетристике, стручних књига и осталих садржаја. Поред тога, библиотека је такође организатор разних догађаја као што су промоције књига, изложба и других врста јавних приказивања које могу да пруже грађанству ширу слику о активностима библиотеке.
Једна од таквих промоција која је била значајна за простор Невесиња јесте промоција монографије посвећена теми "Невесињска олимпијада" која је 2016. године обиљежила 141. годину. Ова монографија представља богату историјску грађу, новинске текстове, записе о појединцима и догађајима који су кроз историју обиљежили ову најважнију културно-спортску манифестацију у Херцеговини. Аутор ове монографије је Драгомир Граховац, новинар, а уредник Бранислав Ђоговић. Такође, значајно је и то што је "Невесињска олимпијада" као пројекат припреман да се уврсти у кандидате за нематеријалну баштину УНЕСКО-а. Још једна од промоција која је посебно пропраћена је и промоција књиге "Електрификација Невесиња - 70 година електрике" аутора инж. Миленка Ковачевића 2017. године у мају мјесецу.
Оно што чини једну библиотеку великом јесте број наслова која та библиотека садржи и квалитетан садржај у којима заинтересовани корисници могу доћи до информација. Да би то обезбједили морају се свакодневно набављати нови наслови, како лектира и белетристике, тако и стручне литературе. Књиге се набављају на разне начине. Један од тих начина јесу поклони, рамјена, куповина, обавезни примјерци као и други начини набављања. Највећи број наслова добијени су путем организовања акција прикупљања књига и поклона. Једној таквој акцији се прикључило и удружење Невесињаца у Београду који су том приликом поклонили нових 300 наслова, а тиме библиотека постала богатија за исти број. Тако у понуди преовладава белетристика, али је богат и дјечији фонд, као и фонд стручне литературе, посебно енциклопедија и рјечника.
Поред тога библиотека посједује од 2013. године и електронску читаоницу и мултимедијални центар. Корисницима су сада доступне услуге интернета, фотокопирања и скенирања, а планирани су и курсеви информатике и страних језика.

## Организација
Основне организационе јединице Библиотеке су:
- одељење за одрасле читаоце
- одељење за дјецу
- читаоница за дјецу и одрасле